# Municipio de Dodge (Kansas)
El municipio de Dodge (en inglés: Dodge Township) es un municipio ubicado en el condado de Ford en el estado estadounidense de Kansas. En el año 2010 tenía una población de 693 habitantes y una densidad poblacional de 10,36 personas por km².

## Geografía
El municipio de Dodge se encuentra ubicado en las coordenadas 37°47′32″N 100°3′00″O / 37.79222, -100.05000. Según la Oficina del Censo de los Estados Unidos, el municipio tiene una superficie total de 66.88 km², de la cual 66,73 km² corresponden a tierra firme y (0,22 %) 0,15 km² es agua.

## Demografía
Según el censo de 2010, había 693 personas residiendo en el municipio de Dodge. La densidad de población era de 10,36 hab./km². De los 693 habitantes, el municipio de Dodge estaba compuesto por el 88,31 % blancos, el 0,87 % eran afroamericanos, el 0,29 % eran amerindios, el 0,72 % eran asiáticos, el 8,23 % eran de otras razas y el 1,59 % eran de una mezcla de razas. Del total de la población el 35,35 % eran hispanos o latinos de cualquier raza.